# Syrie première
Fin du IVe siècle – 630
Entités précédentes :
- Cœlé-Syrie

Entités suivantes :
- Théodoriade (528 apr. J.-C.)

La Syrie première (en latin : Syria Prima) fut une province romaine puis byzantine créée vers la fin du IVe siècle par division de la Cœlé-Syrie. Elle eut pour métropole Antioche-sur-l'Oronte.
En 528, la Théodoriade fut détachée de la Syrie première avec Laodicée-de-Syrie, Paltos (en), Balanée et Gabala.